# Marina de Cudeyo
Marina de Cudeyo település Spanyolországban, Kantábria autonóm közösségben. Marina de Cudeyo Medio Cudeyo, Entrambasaguas, Ribamontán al Monte és Ribamontán al Mar községekkel határos. Lakosainak száma 5190 fő (2024).

## Népesség
A település népessége az elmúlt években az alábbi módon változott:
| Lakosok száma | 4982 | 5059 | 5157 | 5252 | 5278 | 5223 | 5147 | 5125 | 5170 | 5190 |
|               | 2001 | 2004 | 2007 | 2009 | 2012 | 2014 | 2017 | 2019 | 2022 | 2024 |